# IC 4905
IC 4905 ist eine Spiralgalaxie vom Hubble-Typ Sa? im Sternbild Pfau am Südsternhimmel. Sie ist schätzungsweise 711 Millionen Lichtjahre von der Milchstraße entfernt und hat einen Durchmesser von etwa 290.000 Lj. 

Im selben Himmelsareal befindet sich u. a. die Galaxie IC 4906.
Das Objekt wurde am 15. August 1901 von DeLisle Stewart entdeckt.